# Otto Deimling
Otto Deimling (* 10. September 1821 in Karlsruhe; † 11. März 1875 ebd.) war ein deutscher Pädagoge.

## Leben

### Herkunft und Familie
Otto Deimling entstammte einem alten Bäcker- und Ratsgeschlecht in Pforzheim. Er war ein Sohn des badischen Oberhofpredigers Ludwig Friedrich Deimling (1791–1861) und der Anna, geborene Brandl (1794–1874), einer Tochter des Komponisten Johann Brandl (1760–1837). 
Er heiratete 1866 Caroline, geborene Leiblin, verwitwete Cassal (1836–1907), eine Tochter des badischen Oberstleutnants Friedrich Leiblin (1792–1854) und der Emilie, geborene von Podewils (1799–1856). Aus der Ehe gingen sechs Kinder hervor. 
Der preußische Generalleutnant Ludwig von Deimling (1833–1906) war sein Bruder und der preußische General der Infanterie Berthold von Deimling (1853–1944) sein Neffe.

### Werdegang
Otto Deimling studierte 1838 in Heidelberg und 1842 in Berlin. Seine pädagogische Berufstätigkeit begann 1843 am Lyceum in Mannheim, wo er 1856 zum Professor ernannt wurde. 1860 erfolgte die Versetzung an das Lyceum Karlsruhe und 1862 die Ernennung zum Oberschulrat als Referent für die Gelehrtenschulen im neuen, interkonfessionellen Oberschulrat des Großherzogtums Baden. 
Sein Verdienst lag in der Aufwertung der Gymnasien. Durch ein neues Prüfungsreglement sorgte er für eine gründliche wissenschaftliche Vorbildung der akademisch gebildeten Lehrer. Gleichzeitig etablierte er einen neuen Lehrplan, in dem das klassische Altertum als „geistesbildende Macht“ akzentuiert wurde. Dieser badische Gymnasiallehrplan war einer der ersten, der einen abschließenden Gang des mathematischen und naturwissenschaftlichen Unterrichts aufwies. In Folge seiner Reformen wurde Dr. phil. honoris causa der Universität Jena.

### Schriften
- Der philosophische Unterricht auf des Mittelschule. 1852. (Digitalisat am MDZ)
- Beiträge zur äußeren und inneren Methodik des Unterrichts. 1860. (Digitalisat auf Google Books)
- Der Schulstreit im Großherzogthum Baden. In: Auerbachs Volkskalender, 1866.
- Die Segnungen der menschlichen Gesellschaft. 1873.